# Демби-Шляхецькі
Демби-Шляхецькі (пол. Dęby Szlacheckie) — село в Польщі, у гміні Осек-Малий Кольського повіту Великопольського воєводства.
Населення — 779 осіб (2011).
У 1975-1998 роках село належало до Конінського воєводства.

## Демографія
Демографічна структура станом на 31 березня 2011 року:
|          | Загалом | Допрацездатний вік | Працездатний вік | Постпрацездатний вік |
| -------- | ------- | ------------------ | ---------------- | -------------------- |
| Чоловіки | 390     | 98                 | 264              | 28                   |
| Жінки    | 389     | 73                 | 237              | 79                   |
| Разом    | 779     | 171                | 501              | 107                  |